# In Cold Blood (film)
In Cold Blood is een Amerikaanse misdaadfilm uit 1967, geregisseerd en geproduceerd door Richard Brooks. De film is gebaseerd op de succesroman In Cold Blood van Truman Capote. Hoofdrollen worden vertolkt door Robert Blake, Scott Wilson en John Forsythe.
De film was genomineerd voor de Oscars voor beste regie, scenario, muziek en camerawerk en werd in 2008 opgenomen in het National Film Registry.

## Verhaal
Perry Smith en "Dick" Hickock smeden een plan om in te breken bij het huis van de familie Clutter, daar de heer Clutter een grote hoeveelheid geld in huis zou bewaren. Het plan loopt echter uit de hand; de inbrekers vinden geen kluis en er is nauwelijks geld in huis. In het tumult dat ontstaat schieten ze meneer en mevrouw Clutter en twee van hun kinderen dood. De lichamen van de vier worden de volgende dag gevonden en de politie begint een onderzoek.
Terwijl het onderzoek loopt, reizen Smith en Hickock naar Mexico om daar hun geluk te beproeven. Het lukt ze echter niet om geld te verdienen, en ze gaan weer terug naar de VS. Uiteindelijk, omdat ze rondrijden in een gestolen auto, worden ze in Las Vegas gearresteerd. Hoewel de politie al enige aanwijzingen tegen hen heeft verzameld, weigert Smith mee te werken aan zijn verhoor, wat het onderzoek vertraagt. Maar Hickock bezwijkt wel onder de druk, en hij biecht op wat hij en Smith hebben gedaan. Beiden worden schuldig bevonden en ter dood veroordeeld.
De film eindigt met een vertoning van de laatste momenten van de twee, en uiteindelijk hun ophanging.

## Rolverdeling
| Acteur               | Personage         |
| -------------------- | ----------------- |
| Robert Blake         | Perry Smith       |
| Scott Wilson         | Dick Hickock      |
| John Forsythe        | Alvin Dewey       |
| Paul Stewart         | Journalist        |
| Gerald S. O'Loughlin | Harold Nye        |
| Jeff Corey           | Dicks vader       |
| John Gallaudet       | Roy Church        |
| James Flavin         | Clarence Duntz    |
| Charles McGraw       | Perry's vader     |
| Jim Lantz            | Officier Rohleder |
| Will Geer            | Rechter           |

## Achtergrond
De film werd met goede kritieken ontvangen door critici. Vooral Brooks' interpretatie van Truman Capote's boek werd geprezen, evenals de manier waarop Scott Wilson en Robert Blake hun rollen speelden.
Veel van de film was opgenomen op locatie, waaronder de staatsgevangenis van Kansas.
Bij de originele uitgave kreeg de film een leeftijdsgrens van 17 jaar mee.

## Prijzen en nominaties
In 1967 won In Cold Blood een NBR Award voor beste regisseur (Richard Brooks).
De film werd in 1968 genomineerd voor vier Academy Awards: beste regisseur, beste cinematografie, beste muziek en beste scenario.
Datzelfde jaar won de film de David di Donatello Award voor beste buitenlandse regisseur (Richard Brooks).